# 噛む (アルバム)
『噛む』（かむ）は、MOSHIMOの4枚目のミニアルバム。2020年3月18日にプライベートレーベルNoisyから発売された。

## 概要
前作『TODOME』から約1年ぶりのアルバムリリースとなった。今作のリリースで、ラストラム・ミュージックエンタテインメントから、KOGA RECORDS内に設立したプライベートレーベルNoisyに移籍した。
MOSHIMO改名当初からメンバーとして活動していたベーシスト宮原颯と、ドラマー本多響平の脱退後、岩淵と一瀬の2人体制での初のアルバムリリースでもある。なお今作よりレギュラーサポートメンバーとして、後に正式メンバーとなるドラマー高島一航、ベーシスト汐碇真也がレコーディング参加している。
2020年1月7日にはアルバムから「誓いのキス、タバコの匂い」が先行配信リリースされ、3月18日には、「シンクロ」のミュージックビデオが公開された。

## 収録内容
| 全作詞・作曲: 岩淵紗貴・一瀬貴之。 |                              |                      |                      |                |      |
| #                                  | タイトル                     | 作詞                 | 作曲・編曲           | 編曲           | 時間 |
| 1.                                 | 「もっと」                   | 岩淵紗貴 ・ 一瀬貴之 | 岩淵紗貴 ・ 一瀬貴之 | 一瀬貴之、pw.a | 3:31 |
| 2.                                 | 「熱帯夜」                   | 岩淵紗貴 ・ 一瀬貴之 | 岩淵紗貴 ・ 一瀬貴之 | 一瀬貴之       | 3:27 |
| 3.                                 | 「TOKYO」                    | 岩淵紗貴 ・ 一瀬貴之 | 岩淵紗貴 ・ 一瀬貴之 | 一瀬貴之、pw.a | 4:03 |
| 4.                                 | 「シンクロ」                 | 岩淵紗貴 ・ 一瀬貴之 | 岩淵紗貴 ・ 一瀬貴之 | 一瀬貴之       | 3:58 |
| 5.                                 | 「バンドマン」               | 岩淵紗貴 ・ 一瀬貴之 | 岩淵紗貴 ・ 一瀬貴之 | 一瀬貴之       | 3:51 |
| 6.                                 | 「誓いのキス、タバコの匂い」 | 岩淵紗貴 ・ 一瀬貴之 | 岩淵紗貴 ・ 一瀬貴之 | 一瀬貴之、pw.a | 4:50 |